# Josef Griesser
Josef Griesser, auch Josef Grießer und Pepi Grießer (* 13. September 1937 in Telfs, Tirol; † 19. Jänner 2022), war ein österreichischer Schauspieler.

## Leben
Griesser stammte aus Tirol. Als Theaterschauspieler hatte er zwischen 1960 und 2014 zahlreiche Engagements an verschiedenen Theatern und Bühnen in Tirol. Er spielte u. a. an der Tiroler Volksbühne Blaas in Innsbruck; 1984 trat er dort in dem Theaterstück Endstation von Eva Ebner auf.  Von 2001 bis 2004 war er mit einem Gastvertrag am Tiroler Landestheater Innsbruck verpflichtet. 2002 spielte er dort in einer Inszenierung von Klaus Rohrmoser den Diener Panetone in der Shakespeare-Komödie Viel Lärm um nichts.
Griesser arbeitete auch für Film und Fernsehen; sehr häufig war er dabei in Filmen und Serien mit süddeutschem, oberbayerischem oder österreichischem Hintergrund eingesetzt. Erste Fernsehauftritte hatte er in den 1980er Jahren; in der österreichischen Miniserie Die fünfte Jahreszeit (1983) von Reinhard Schwabenitzky spielte er einen Bauern.
In dem österreichischen Fernsehfilm Die wilde Frau (1987), zu dem der österreichische Autor Felix Mitterer das Drehbuch schrieb, verkörperte Griesser den Holzfäller Jogg, der abseits jeglicher Zivilisation gemeinsam mit vier weiteren Holzfällern im Wald arbeitet und dort eine Salige, eine wilde Frau, aufnimmt, die ihm und den anderen Männern den Haushalt führen und ihre sexuellen Bedürfnisse erfüllen soll.
In dem mehrteiligen Fernsehfilm Verkaufte Heimat der Regisseurin Karin Brandauer, der die Schicksale der Südtiroler Bauernfamilien Tschurtschenthaler, Oberhollenzer und Rabensteiner erzählt, verkörperte Griesser zwischen 1989 und 1994 in insgesamt vier Teilen den Südtiroler Bergbauern Hans Oberhollenzer, dessen Familie seit über 500 Jahren auf dem Berghof lebt und sich nach dem deutsch-italienischen Umsiedlungsabkommen für ein Bleiben in seiner Südtiroler Heimat entscheidet.
In dem vierteiligen österreichischen Fernsehfilm Die Piefke-Saga (1990; 1993) verkörperte er einen Gendarmen. In dem österreichischen Spielfilm Tunnelkind (1990) spielte er als tschechischer Landvermesser Roman die männliche Hauptrolle.
Ab Mitte der 1990er Jahre wandte sich Griesser, der zunächst in anspruchsvollen Produktionen des „Neuen österreichischen Kinos“ mitgewirkt hatte, verstärkt dem populären Fernsehgenre zu. Es folgten Episodenrollen in den Serien Kommissar Rex (1995), Stockinger (1996; als Altbauer Triftschwabel), Schlosshotel Orth (1997), Die Neue – Eine Frau mit Kaliber (1999; als Pfarrer an der Seite von Doris Schretzmayer) und Kaisermühlen Blues (1999).
Anschließend wirkte er in Nebenrollen in mehreren für das Fernsehen produzierten österreichischen Heimatfilmen mit, u. a. in zwei seichten Hansi-Hinterseer-Fernsehfilmen, so in Da wo die Berge sind (2000; als Hansis Vater Franz Sandgruber sen.) und in Da wo die Freundschaft zählt (2007, als Gustl senior). In dem Fernsehfilm  Gefährliche Gefühle (2003) mit Katharina Böhm in der Hauptrolle hatte er ebenfalls eine Nebenrolle; er spielte den Dorfpolizisten Huber.
In der Simmel-Neuverfilmung Gott schützt die Liebenden (2008) war er der Herr Wallner. In dem deutsch-österreichischen Fernsehfilm Die Hebamme – Auf Leben und Tod (2010) spielte er den alten Bachler-Bauern. In dem deutsch-österreichischen Kinofilm Das finstere Tal (2014) verkörperte er an der Seite von Johanna Bittenbinder als Wirtin den korrupten Dorfwirt, der von dem jungen Greider (Sam Riley) grausam bestraft wird.
Griesser lebte in Innsbruck. Er verstarb am 19. Jänner 2022 im Alter von 85 Jahren. Seine Urne wurde am Friedhof in Telfs beigesetzt.

## Filmografie (Auswahl)
- 1983: Die fünfte Jahreszeit (Fernsehserie; Seriennebenrolle)
- 1987: Die Wilde Frau (Fernsehfilm)
- 1989: Verkaufte Heimat: Brennende Lieb’ (Fernsehserie; 1. Teil)
- 1989: Verkaufte Heimat: Leb’ wohl, du mein Südtirol (Fernsehserie; 2. Teil)
- 1990: Tunnelkind (Spielfilm)
- 1990; 1993: Die Piefke-Saga (Fernsehfilm)
- 1991: Verkaufte Heimat: Die Feuernacht (Fernsehserie; 3. Teil)
- 1994: Verkaufte Heimat: Komplott (Fernsehserie; 4. Teil)
- 1994: Tatort – Ostwärts
- 1995: Kommissar Rex (Fernsehserie, Folge: Tödliche Teddys)
- 1996: Stockinger (Fernsehserie, Folge: Der Tote im Narzissenfeld)
- 1997: Schlosshotel Orth (Fernsehserie, Folge: Eine schöne Bescherung)
- 1999: Die Neue – Eine Frau mit Kaliber (Fernsehserie, Folge: Nur der Tod ist umsonst)
- 1999: Kaisermühlen Blues (Fernsehserie, Folge: Tiroler Gröstl)
- 2000: Da wo die Berge sind (Fernsehfilm)
- 2003: Gefährliche Gefühle (Fernsehfilm)
- 2007: Da wo die Freundschaft zählt (Fernsehfilm)
- 2008: Die Versöhnung (Fernsehfilm)
- 2008: Gott schützt die Liebenden (Fernsehfilm)
- 2010: Die Hebamme – Auf Leben und Tod (Fernsehfilm)
- 2011: SOKO Kitzbühel (Fernsehserie, Folge: Aurum)
- 2014: Das finstere Tal (Kinofilm)
- 2016: Endabrechnung (Fernsehfilm)